# Кулинжонський сільський округ
Кулинжо́нський сільський округ (каз. Құлынжон ауылдық округі, рос. Кулынжонский сельский округ) — адміністративна одиниця у складі Самарського району Східноказахстанської області Казахстану. Адміністративний центр — село Кулинжон.
Населення — 1271 особа (2021; 1539 у 2009, 2058 у 1999, 2193 у 1989).
Станом на 1989 рік існувала Казнаковська сільська рада (села Казнаковка, Кокжира) колишнього Самарського району Семипалатинської області. До 2013 року округ називався Казнаковським.

## Склад
До складу округу входять такі населені пункти:
| Населений пункт | Старі назви | Населення, осіб (1989) | Населення, осіб (1999) | Населення, осіб (2009) | Населення, осіб (2021) |
| --------------- | ----------- | ---------------------- | ---------------------- | ---------------------- | ---------------------- |
| Кокжира, село   | -           | 1113                   | 1006                   | 716                    | 592                    |
| Кулинжон, село  | Казнаковка  | 1080                   | 1052                   | 823                    | 679                    |